# スマングル・カンテ

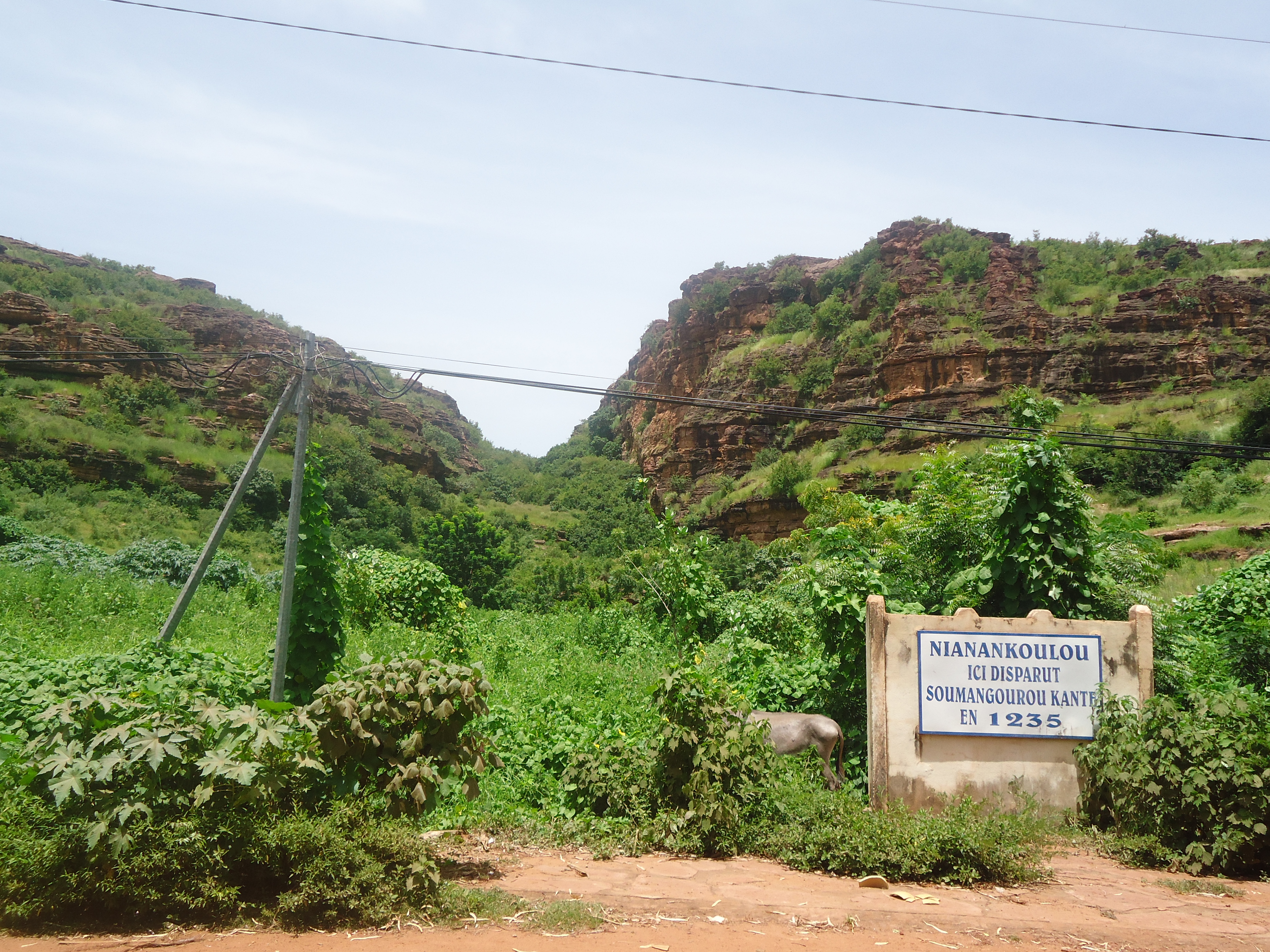
スマングル・カンテが1235年に戦死したという言い伝えがあるニアナンクル（Nianankoulou）古戦場。

スマングル・カンテ（Soumangourou Kanté）は、13世紀にソソ王国を支配していた王である。ソソ王国は西アフリカ、クリコロ地方（現在はマリ共和国領）を中心とした地域にあったソソ人の王国である。スンジャタ・ケイタの生涯に基づく英雄譚「スンジャタ叙事詩」において、スマングルは、スンジャタの最大のライバルであり、強大な魔術を操る王として描かれている。名前のアルファベット表記のヴァリエーションとしては、Soumangourou の他に、Soumaoro, Soumaworo, Soumaoro があり、名字の方も、Diarrasso と呼ばれることもある。Soumaoro Diarrasso もスマングル・カンテの別名である。

## 情報源
13世紀の西アフリカ内陸部の歴史を伝える史料は非常に限られており、この歴史分野では、グリオ（あるいはジェリ）と呼ばれる歴史の語り部による口頭伝承（口承伝統）が参照されることがある。次の3種の口承伝統の文字化資料が、スマングルについての情報を提供している。
- 1960年にジブリル・タムシル・ニアヌにより文字資料化されたママドゥ・クヤテの口承伝統[2]
- 1975年にユースフ・タタ・シセにより文字資料化されたワー・カミソコの口承伝統[3]
- 1978年にカマラ・ライエにより文字資料化されたバブ・コンデの口承伝統[4]

## 生涯

### 系譜

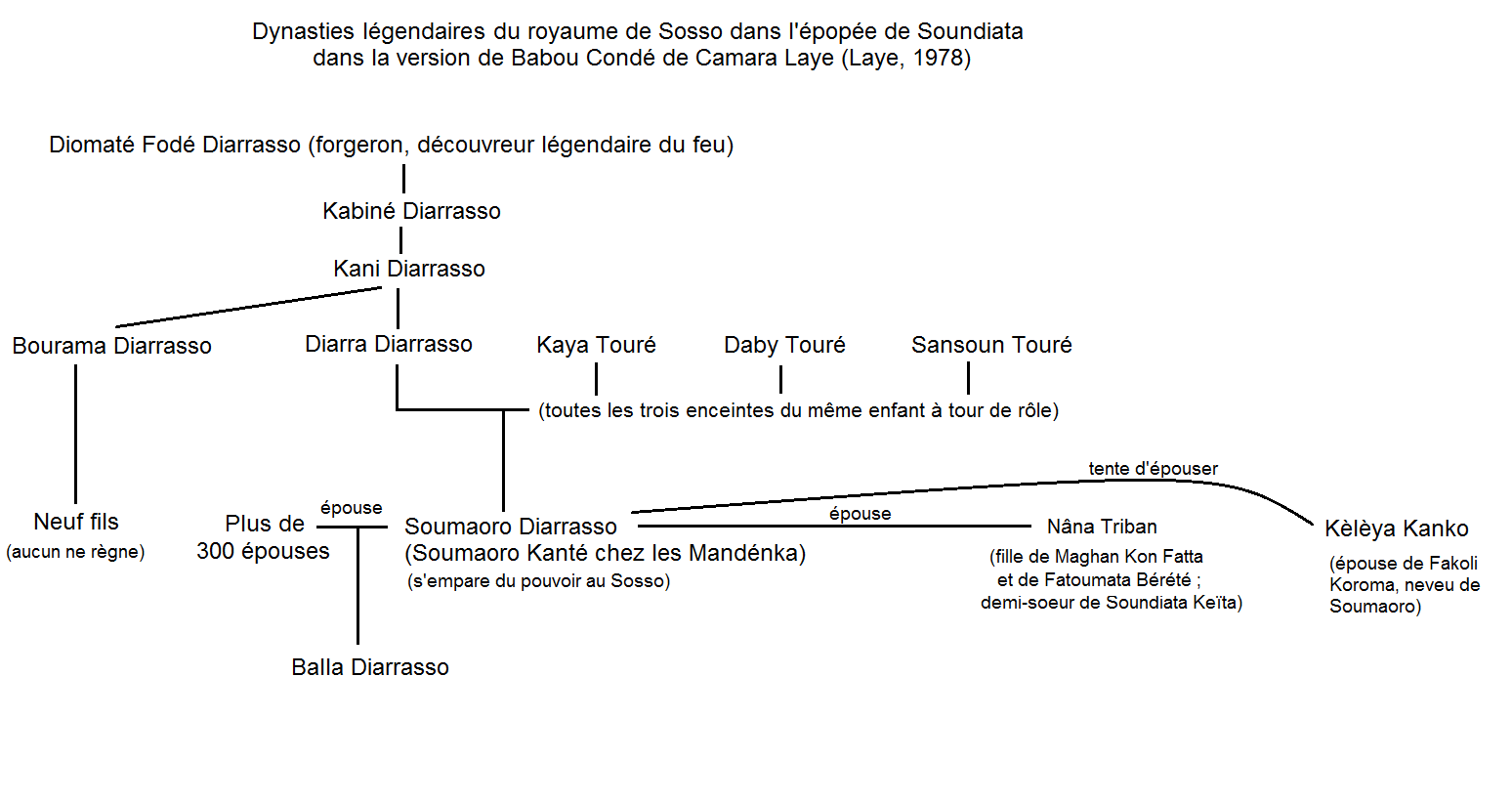
ギニアの著述家カマラ・ライエの著書 Le Maître de la parole の中で示した、スマングルを中心とした系譜図。スンジャタ叙事詩に基づく。

ギニアの著述家カマラ・ライエとバブ・コンデ（Babou Condé）が1978年に刊行した著書の中で示した説によると、ソソ王国のスマオロ・ジャラソ（Soumaoro Diarrasso）と、その後のマンデ人の国に住むマンデンカ人が伝えるスマオロ・カンテ（Soumaoro Kanté）とは、同一視できる。スマオロ・ジャラソ（以下、スマングルと呼ぶ）は、初めて火を自在に制御して鍛冶の技術を発明した人物に連なるジャリソ（Diarrisso or Diarisso）一族の末裔であった。スマングルの父、ジャラ・ジャラソ（Diarra Diarrasso）は、カニ・ジャラソ（Kani Diarrasso）の二人の息子の一人であり、もう一人の息子は、ブラマ・ジャラソ（Bourama Diarrasso）といった。言い伝えによると、スマングルはちょっと変わった経緯で誕生したことになっている。ジャラ・ジャラソには3人の妻、カヤ・トゥレ（Kaya Touré）、ダビ・トゥレ（Daby Touré）、サンスン・トゥレ（Sansoun Touré）がいたが、彼女らは順番に3月ずつ妊娠状態になり、それぞれが産みの苦しみを経験してから、スマングルは最後のサンスンにより産み落とされた。スマングルのおじ、ブラマには9人の息子がいたが、いずれも王位にはつけず、スマングルが王権を手にした。

### 魔力
1960年にジブリル・タムシル・ニアヌにより文字資料化されたママドゥ・クヤテの口承伝統によると、スマングル・カンテはソソ王の地位を父のソソエ・ケモコ（Sosoe Kemoko）から受け継いだ。在位の始まりは1200年ごろである。スマングルは隣接するいくつかの小さな王国に遠征を繰り返した。スマングルは強力な魔術を使い、半不死の魔術王として、版図を恐怖で支配した。彼はまた、魔術的な力を帯びたバラフォンも所有していた。スンジャタ・ケイタに仕えるジェリ・バラ・ファセケは、スマングルの捕虜になったとき、この魔法のバラフォンを奏でた。
カマラ・ライエの著書によると、スマングルは63種類ものトーテムと特別な関係にあり（通常は1人につき1種類）、各トーテムに強大な力を授けられていたため、63種類の動植物などに変身することができた。
1975年にユースフ・タタ・シセにより文字資料化されたワー・カミソコの口承伝統によると、スマングルは姉のカングバ・カンテ（Kangouba Kanté）の助けにより、魔法の兵隊を得たという。スマングルは当初、様々な仕事を試みたが何をやってもうまく行かなかった。カングバは弟にいくさの大将をやらせてみようと思い、兵隊を探しに出かけた。旅の最後にカングバは優れた男に出会い、その家族の一員になった。男の父親は息子に赤銅色をした魔法の火打石を与えた。その火打石は正しいやり方で打つと、たちまち兵隊を出現させるというものであった。スマングルの征服事業のうち、初めのころのものは、この魔法の火打石で呼び出した兵隊を使って行ったものである。このワー・カミソコの口承伝統においては、スマングルは、近隣の住民を奴隷化する諸マンサ（王）に対して戦い続けた若者として描写される。彼の人間的な側面が示され、不吉な印象は薄い。諸王への戦いの仲間を募るため、スマングルがマンデ人の国に戻ったところ、その卑しい出自（兵隊の大将になりたい鍛冶屋とみなされた）が物笑いの的になり、彼はマンデ人に対する復讐を誓った。

### 征服
「スンジャタ叙事詩」の中では、スマングルは、ソソの街を三重の城壁で囲み、七階建ての大きな塔を建てて要塞化したことになっている。スマングルは塔の最上階で呪物に囲まれて住み、凡俗の輩を見下ろしていた。そのスマングルを臣民は「触れることもできないお方」（アンタッチャブル）と呼ぶに値すると考えていた。スマングルの塔は剥いだ人間の皮を壁紙にしており、中にはスマングルに打ち負かされた九人の王の首がしまい込まれていた。
「スンジャタ叙事詩」にはいくつかのバージョンがあるが、コンデの伝えるバージョンでは、塔が二羽の黒梟と犠牲の甕に住む大蛇により守られているとする。
スマングルは近隣の王国を次から次へと攻撃した。まず、以前にソソ人を支配していたワガドゥ（Wagadou）王国を、次にジャガン（Diaghan）王国を征服した。続いてマンデ人の国を攻めた。マンデは当時、ダンカラン・トゥマニ・ケイタが支配しており、スンジャタ・ケイタは追放されていたため、まだ王位には至っていなかった。スマングルがダンカラン・トゥマニに忠誠を要求し、従わない場合には主邑のニアニ（Niani）をつぶすと脅したところ、ダンカラン・トゥマニはこれを恐れてスマングルに忠誠を誓い、妹のナーナ・トリバン（Nâna Triban）を差し出した。

### 妻たち
カマラ・ライエが伝える口承伝統によると、スマングルには300人の妻がいたという。 
スンジャタ・ケイタとの一戦を少し後に控えたある日、スマングルは自軍の将軍の一人、ファコリ・コロマの妻を強権的に我がものとしたが、これは近親相姦にあたり、問題であった、なぜなら、ファコリの母、カシア・ジャラソ（Kassia Diarrasso）はスマングルの姉だったからである。カマラ・ライエが伝える口承伝統によると、ファコリの妻の名前は、ケレヤ・カンコ（Kéléya Kanko）といい、強力な魔術を操った。スマングルの300人の妻の誰よりも、多くの食事を作ることができ、ソソ人の軍勢すべてへの補給をただ独りで担うことができた。スマングルの専横に憤慨したファコリは、ソソ軍を離脱し、スマングルに対して戦うと宣言した。ほどなく彼はスンジャタに同盟した。
カマラ・ライエの口承伝統によると、スマングルはファコリが戦線離脱したときも軽蔑を示したのみで、「あいつが将軍でなくとも、おれの兵隊は常に勝つ」と断言した。その数箇月後、スンジャタやファコリの連合軍に負け、追い詰められたスマングルに、そのことを聞いたファコリが皮肉を言ったところ、スマングルは早口で « N'Kan-té ! » と言い返した。これはマリンケ語で「（そんなことは）言っていない！」という意味である。スンジャタはスマングルを怒鳴りつけ、それ以後、このかつての敵を「スマングル・カンテ」と呼ぶようになったという。この故事がライエが伝える口承伝統におけるスマングルの名字の由来である。

### スンジャタとの戦い
マンデ人への攻撃に勝利を収めた後、スマングルはスンジャタ・ケイタと対峙する。スンジャタはマリンケ人の王たちと同盟を結び、スマングルと何度か戦闘を繰り返した後、1235年にキリナの戦いにおいてこれを打ち負かした。「スンジャタ叙事詩」において、スマングルの身に傷をつけることができる武器は、白い雄鶏の蹴爪を備えた矢だけであったとされている。これをスンジャタに撃たれ、負傷したスマングルは逃げたが、スンジャタに追われ、クリコロ山地のどこかにある岩の裂け目で消え去ったという。